# المجوس الثلاثة

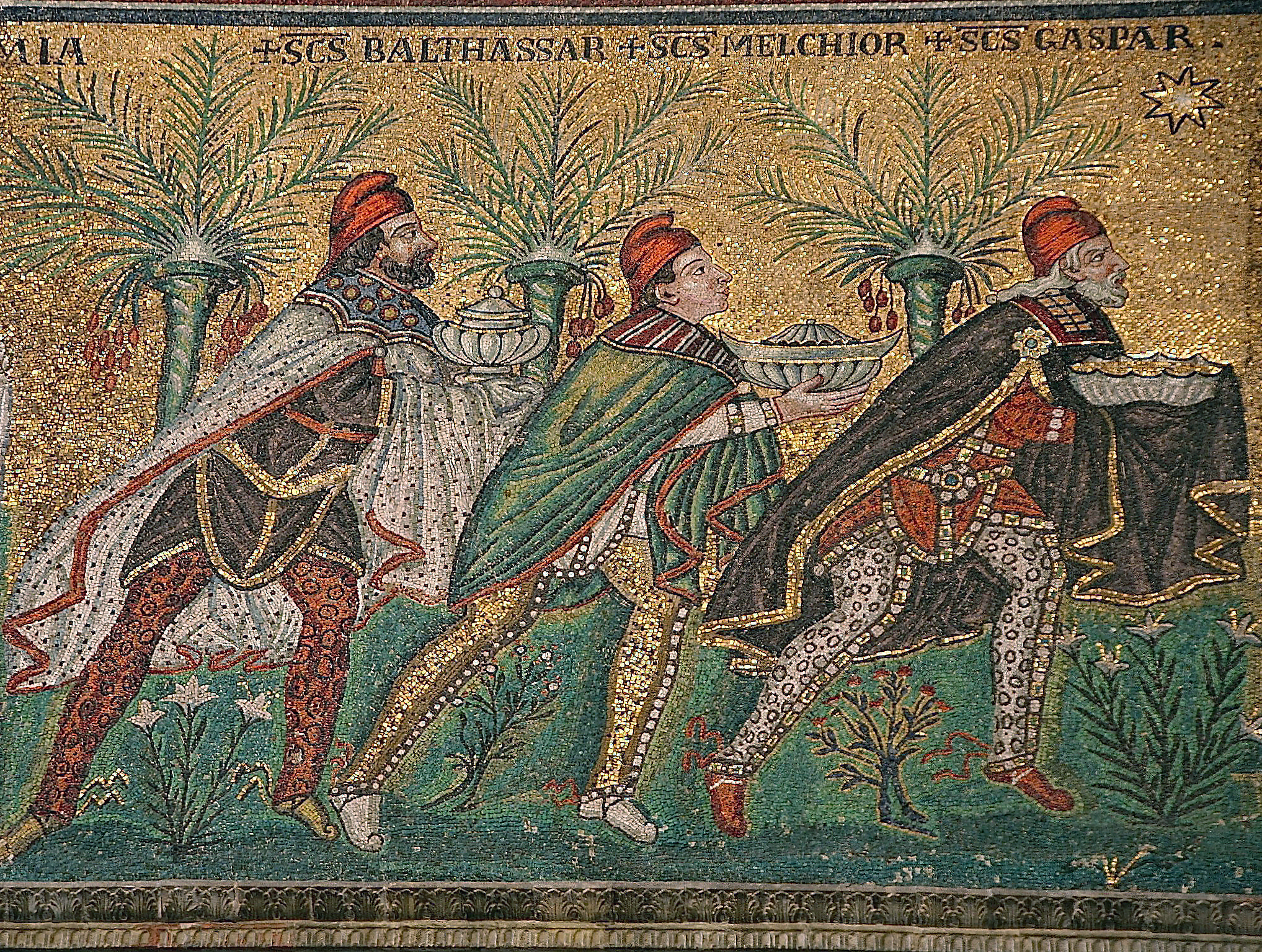
لوحة فسيفساء تصور المجوس الثلاثة محملين بالهدايا وتعود إلى القرن السادس في إيطاليا.

المجوس الثلاثة أو الملوك المجوس أو الحكماء الثلاثة من الشرق، هم ثلاثة أشخاص ذكروا في إنجيل متى (أصحاح 2) الذي يقول إنهم أتوا «من المشرق إلى أورشليم». بسبب ذكر ثلاث هدايا افترض أنهم ثلاث أشخاص بالرغم من أن الإنجيل لا يذكر عددهم. وهم من الشخصيات المرتبطة في الروايات التقليدية عن احتفالات عيد الميلاد وهم جزء مهم من التقاليد المسيحية والأدب المسيحي، ومن مظاهر الاحتفالات عيد الظهور الإلهي في إسبانيا وأمريكا اللاتينية خاصًة في كل من المكسيك والأرجنتين تقديم الهدايا من قبل المجوس الثلاثة ويرافق تقديم المجوس الهدايا مواكب واحتفالات ضخمة ترافقه موسيقى عيد الميلاد والزينة والأضواء والمفرقعات.
تُذكر رواية ميلاد يسوع في إنجيلي متى زيارة المجوس الثلاثة وهي من أشد الأحداث اللاحقة للميلاد ارتباطًا به، ولا يُعرف من رواية إنجيل متى عددهم غير أنه قد درج التقليد على اعتبارهم ثلاث للهدايا الثلاث التي قدموها وهي الذهب والبخور والمر،متى 2/11] بعد أن سجدوا له. كما أنّ أغلب الدراسات الحديثة تشير إلى أنهم جاؤوا من الأردن أو السعودية حاليًا، وأما التقاليد القديمة فتشير إلى أنهم جاؤوا من العراق أو إيران حاليًا وأنهم كانوا يدينون بالديانة الزرداشتية. وقد قام نجم من السماء بهداية المجوس من بلادهم إلى موقع الميلاد، وكان النبي بلعام قد أشار إلى «نجم من يعقوب» سابقًا، وأشار الباحثون إلى أن النجم اللامع المذكور في إنجيل متى قد يكون اقتران كواكب المشتري وزحل والمريخ الذي تم بين عامي 6 و4 قبل الميلاد، وقدّم باحثون آخرون تفسيرات مختلفة. وبكل الأحوال فإن قدوم المجوس مع الرعاة يحوي إشارتين الأولى لاجتماع الأغنياء والفقراء حول يسوع والثانية اجتماع اليهود والوثنيين حوله أيضًا، بما يعني عمومية رسالة يسوع لجميع البشر.